# Établissements français de la Côte de l'Or et du Gabon
Pour les articles homonymes, voir Côte-d'Or (homonymie).
 (mai 2018).
Si vous disposez d'ouvrages ou d'articles de référence ou si vous connaissez des sites web de qualité traitant du thème abordé ici, merci de compléter l'article en donnant les références utiles à sa vérifiabilité et en les liant à la section « Notes et références ».
1859–1886
Entités précédentes :
- Colonie du Sénégal (Gorée et Dépendances)

Entités suivantes :
- Rivières du Sud (1882)
- Congo Français
- Colonie du Sénégal
  - Côte de l'Or
  - Établissements du Bénin

Les établissements français de la Côte de l’Or et du Gabon sont un territoire colonial français créé en 1859 à l’issue de la scission de la colonie de Gorée et dépendances. L'île de Gorée est rattachée à la colonie du Sénégal tandis que les autres territoires forment cette nouvelle colonie.
Elle incluait les possessions françaises le long de la Côte de l'Or à Bassam et Assinie, mais également dans l’estuaire du Gabon (Komo). Sa capitale était Libreville. Le 19 mai 1868 le territoire de Cotonou est cédé à la France par un traité signé avec le roi Glèlè. Un second protectorat plus contraignant est conclu le 4 avril 1882 par le roi Toffa 1er, marque la présence de l’installation de l’administration coloniale française à Porto-Novo. Ces territoires deviendront la base des Établissements du Bénin d'où les Français partiront lors des guerres du Dahomey.
En 1886, la Côte d’Or devient un territoire administré par le gouverneur du Sénégalet le Gabon est quant à lui inclus dans le Congo français, un ensemble incluant les territoires nouvellement conquis par Brazza.